# Марди Фиш
Марди Фиш (енгл. Mardy Fish; рођен 9. децембра 1981. године у Едини, Минесота, САД) је бивши амерички тенисер. Професионалну каријеру је започео 2000. године а завршио ју је 2015. Стигао је до финала 4 турнира мастерс серије, и све их је изгубио. Освојио је сребрну медаљу у појединачној конкуренцији на Летњим олимпијским играма 2004. у Атини. Најбољи пласман на АТП листи му је 7. место.

## АТП Мастерс 1000 финала

### Појединачно: 4 (0-4)
| Исход | Година | Турнир       | Противник     | Резултат            |
| Пораз | 2003   | Синсинати    | Енди Родик    | 6–4, 6–7(3), 6–7(4) |
| Пораз | 2008   | Индијан Велс | Новак Ђоковић | 2–6, 7–5, 3–6       |
| Пораз | 2010   | Синсинати    | Роџер Федерер | 7–6(5), 6–7(1), 4–6 |
| Пораз | 2011   | Монтреал     | Новак Ђоковић | 2–6, 6–3, 4–6       |